# Social selling
 (janvier 2021).
Le social selling ou vente sociale est la démarche qui consiste à utiliser les réseaux sociaux dans le processus de vente. Ce type d'approche consiste à mettre en œuvre des outils comme LinkedIn, X, SlideShare ou Facebook, ainsi que des techniques d'inbound marketing afin de générer des leads (ou prospects), principalement dans des processus de vente B2B.

## Origines et historique
Le concept de social selling émerge au début des années 2010, en parallèle de l’essor des réseaux sociaux professionnels, en particulier LinkedIn. Il s’est développé comme une réponse à l’évolution des comportements d’achat, marqués par une autonomie croissante des clients dans la recherche d’informations avant tout contact commercial.
Initialement, il s’agissait principalement d’une méthode utilisée dans le B2B pour identifier et engager des prospects via leur activité en ligne. Avec la montée du marketing de contenu et la démocratisation des plateformes sociales, le social selling s’est structuré autour de pratiques mêlant prospection, diffusion de contenus ciblés et interactions relationnelles.

## Canaux utilisés
Les réseaux sociaux constituent les principaux canaux du social selling, leur usage variant selon les secteurs d’activité et les objectifs commerciaux.
- LinkedIn est la plateforme la plus utilisée dans un cadre B2B. Elle permet aux professionnels de partager du contenu, d’élargir leur réseau, d’interagir avec des décideurs et d’utiliser des outils comme Sales Navigator pour identifier des prospects.
- Twitter (anciennement X) est utilisé pour suivre les tendances, réagir aux actualités sectorielles, et entrer en contact avec des influenceurs ou experts.
- Facebook et Instagram sont mobilisés plutôt dans un cadre B2C, notamment pour le commerce de détail, la mode ou les services aux particuliers.
- Des outils spécialisés comme LinkedIn Sales Navigator, Hootsuite ou Sprout Social facilitent l’automatisation de la veille, la gestion des interactions et le suivi de l'engagement[2].

## Principes de base
Le social selling consiste à utiliser les réseaux sociaux dans les différentes étapes d'un processus de vente, et principalement en vente complexe. Cela comprend l'identification des prospects, la mise en relation, la diffusion d'informations qualifiées, la recommandation par des tiers, la veille concurrentielle, l'intelligence économique, etc.
C'est en 2009 que le concept a fait l'objet de premiers travaux de recherche, notamment à l'Université de la Colombie-Britannique. Les auteurs se sont rendu compte de l'incidence de liens de similarité entre les profils de vendeur et d'acheteur, dans la probabilité de succès d'affaires commerciales.
Un peu à la même époque, et dans la suite du développement de ce qu'on a appelé le web 2.0, l'auteur Nigel Edelshain a introduit le concept de Vente 2.0, en insistant sur la possibilité qu'offre le web à un acheteur pour se documenter sur ses futurs achats, et à sélectionner le vendeur le plus intéressant.
En 2013, LinkedIn rebondit en popularisant une offre logicielle autour du social selling, qui utilise la base de données du réseau social de manière spécifique, pour les forces de vente, à l'instar de ce qui avait été fait auparavant pour les ressources humaines.

## Composants
Plusieurs composants interviennent dans une démarche de social selling.
- La prospection: en utilisant le moteur de recherche des réseaux sociaux (LinkedIn, Twitter), il est possible d'identifier des contacts, des prospects potentiels, des influenceurs, et d'entrer en relation avec eux. Cela contribue à l'accroissement du réseau personnel de manière à l'orienter vers un maillage professionnel et non plus conversationnel seulement.
- Le personal branding ou la gestion de son e-réputation, comprend toutes les techniques visant à développer un profil engageant, et qui motive ou influence positivement la mise en relation. Le vendeur se positionne comme une source d'information, un référent dans son domaine[5].
- L'employee advocacy consiste en la mise à contribution des collaborateurs de l'entreprise pour diffuser une image et des messages positifs de l'entreprise ou de son offre. Des mécaniques de diffusion automatiques sont parfois envisagées, au travers de logiciels tiers. Des systèmes de motivation (rétribution des meilleurs contributeurs à un blog, ou des influenceurs les plus efficaces sur un réseau social) sont parfois mises en œuvre.
- Le social CRM consiste à enrichir les outils de Customer relationship management (gestion de la relation client) avec des informations liées aux réseaux sociaux: profils des interlocuteurs ou des entreprises, notamment.

## Mesure
Plusieurs approches peuvent être envisagées pour la mesure de l'efficacité d'une démarche de social selling.
- Le Social selling index (SSI) est un indicateur introduit par LinkedIn, sur la base de l'utilisation des différentes fonctionnalités du système (profil, moteur de recherche, partage). C’est une note qui vous permet de vérifier votre influence et votre capacité à promouvoir vos solutions sur Linkedin. Le réseau professionnel vous donne un score et indique les pistes d’améliorations à suivre pour être encore plus performant sur la plateforme."

- L'attribution de revenus consiste à identifier les sources de revenus, et à détecter la part qui peut être attribuée au social selling. Cela suppose d'avoir mis en place un système de gestion de la relation client adapté.

## Approche critique
De création récente, le concept de social selling  rencontre encore des réticences de la part des professions commerciales, notamment parce qu'il implique la mise à disposition de profils personnels sur les réseaux sociaux à des fins de prospection commerciale, donc au service de l'entreprise. L'adoption est donc loin d'être facile.
Par ailleurs, les auteurs les plus rigoureux comme Neil Rackham lui reprochent d'être une mode, plus qu'une véritable technique de vente, à l'efficacité éprouvée et mesurée .